# Lijst van voetbalinterlands Equatoriaal-Guinea - Zuid-Soedan
Deze lijst van voetbalinterlands is een overzicht van alle officiële voetbalwedstrijden tussen de nationale teams van Equatoriaal-Guinea en Zuid-Soedan. De landen hebben tot op heden vier keer tegen elkaar gespeeld. De eerste ontmoeting, een kwalificatiewedstrijd voor de Afrika Cup 2017, werd gespeeld in Djoeba op 5 september 2015. Het laatste duel, een kwalificatiewedstrijd voor het Wereldkampioenschap voetbal 2022, vond plaats op 8 september 2019 in Malabo.

## Wedstrijden
| № | Plaats   | Datum            | Competitie                   | Wedstrijd                        | Uitslag |
| - | -------- | ---------------- | ---------------------------- | -------------------------------- | ------- |
| 1 | Djoeba   | 5 september 2015 | Afrika Cup 2017 kwalificatie | Zuid-Soedan − Equatoriaal-Guinea | 1 − 0   |
| 2 | Malabo   | 4 september 2016 | Afrika Cup 2017 kwalificatie | Equatoriaal-Guinea − Zuid-Soedan | 4 − 0   |
| 3 | Omdurman | 4 september 2019 | WK 2022 kwalificatie         | Zuid-Soedan − Equatoriaal-Guinea | 1 − 1   |
| 4 | Malabo   | 8 september 2019 | WK 2022 kwalificatie         | Equatoriaal-Guinea − Zuid-Soedan | 1 − 0   |

## Samenvatting
| Competitie              | Totaal gespeeld | Winst Equat.-Guinea | Gelijk | Winst Zuid-Soedan | Doelsaldo Equat.-Guinea – Zuid-Soedan |
| ----------------------- | --------------- | ------------------- | ------ | ----------------- | ------------------------------------- |
| WK-kwalificatie         | 2               | 1                   | 1      | 0                 | 2 − 1                                 |
| Afrika Cup-kwalificatie | 2               | 1                   | 0      | 1                 | 4 − 1                                 |
| Totaal                  | 4               | 2                   | 1      | 1                 | 6 − 2                                 |

Wedstrijden bepaald door strafschoppen worden, in lijn met de FIFA, als een gelijkspel gerekend.
FEF · A-internationals · Selecties · Equatoriaal-Guinees vrouwenelftal
1970 – 1979 · 
1980 – 1989 · 
1990 – 1999 · 
2000 – 2009 · 
2010 – 2019 ·
2020 − 2029
1975 · 
1976 · 
1977 · 
1978 · 1979 · 1980 · 
1981 · 
1982 · 1983 · 
1984 · 
1985 · 
1986 · 
1987 · 
1988 · 
1989 · 
1990 · 
1991 · 1992 · 1993 · 1994 · 1995 · 1996 · 1997 · 
1998 · 
1999 · 
2000 · 
2001 · 
2002 · 
2003 · 
2004 · 
2004 · 
2005 · 
2006 · 
2007 · 
2008 · 
2009 · 
2010 · 
2011 · 
2012 · 
2013 · 
2014 · 
2015 · 
2016 · 
2017 ·
2018 ·
2019 ·
2020 ·
2021 ·
2022 ·
2023 ·
2024
Algerije ·
Andorra ·
Angola ·
Benin ·
Botswana ·
Burkina Faso ·
Cambodja ·
Centraal-Afrikaanse Republiek ·
Congo-Brazzaville ·
Congo-Kinshasa ·
Djibouti ·
Egypte ·
Estland ·
Gabon ·
Gambia ·
Ghana ·
Guinee ·
Guinee-Bissau ·
Ivoorkust ·
Kaapverdië ·
Kameroen ·
Kenia ·
Kosovo ·
Libanon ·
Liberia ·
Libië ·
Madagaskar ·
Malawi ·
Mali ·
Marokko ·
Mauritanië ·
Mauritius ·
Namibië ·
Niger ·
Nigeria ·
Rwanda ·
Saoedi-Arabië ·
Sao Tomé en Principe ·
Senegal ·
Sierra Leone ·
Soedan ·
Spanje ·
Tanzania ·
Togo ·
Tsjaad ·
Tunesië ·
Zambia ·
Zuid-Afrika ·
Zuid-Soedan
SSFA · Zuid-Soedanees vrouwenelftal
Interlands
Tegenstander:
Benin ·
Botswana ·
Burkina Faso ·
Burundi ·
Congo-Brazzaville ·
Congo-Kinshasa ·
Djibouti ·
Egypte ·
Equatoriaal-Guinea ·
Ethiopië ·
Gabon ·
Gambia ·
Jordanië ·
Kameroen ·
Kenia ·
Malawi ·
Mali ·
Mauritanië ·
Mozambique ·
Oeganda ·
Oezbekistan ·
Rwanda ·
Sao Tomé en Principe ·
Senegal ·
Seychellen ·
Soedan ·
Somalië ·
Togo ·
Zuid-Afrika